# Rangos Katalin
Rangos Katalin (Budapest, 1952. január 17. –) Prima Primissima díjas magyar újságíró, egyetemi tanár.

## Életpályája
Szülei Rangos Vilmos és Kőszegi Lívia. 1971–1976 között az ELTE Állam- és Jogtudományi Kar hallgatója volt. 1974–1976 között a Magyar Rádió riportertanfolyamán tanult. 1976–1987 között a Krónika című rovat gyakornoka, a politikai adások főszerkesztőségének riportere, majd szerkesztője volt. 
1987–1990 között Aczél Endre meghívására a Magyar Televízió főmunkatársa volt; az MTV Híradó szerkesztője, A Hét szerkesztőségvezetője. 
1990–2003 között a Magyar Rádió vezető szerkesztője, a Szombat délelőtt szerkesztője volt.
2003–2004 között a Magyar Televízió programigazgatója, 2004–2008 között elnöki és műsorpolitikai főtanácsosa volt. 2008-tól 2010-ig a Magyar Rádió Közalapítvány kuratóriumának elnöke. 2017-ig hat éven át a Klubrádión naponta jelentkezett Szabad sáv című műsorával. 2017 óta a Heti TV két műsorát vezeti, a Heti Libazsírt Szegvári Katalinnal, illetve önálló műsorral is jelentkezett Heti Jégbüfé néven.

## Magánélete
1974-ben házasságot kötött Bazsó Péterrel. Egy fiuk született: Gábor (1977).

## Könyv
- A képzett beteg. Orvosokkal beszélgetek; Park, Bp., 2016

## Díjai, elismerései
- Opus-díj (1993)
- Táncsics Mihály-díj (1998) 2013-ban visszaadta.[3]
- Az év újságírója (2002)
- Prima Primissima díj (2007)
- Csengery Antal-díj (2014)[4]